# Geschichte für einen Augenblick
Geschichte für einen Augenblick (englischer Originaltitel: A Tale for the Time Being) ist ein 2013 erschienener Roman der US-Amerikanerin Ruth Ozeki. Wie in ihren beiden zuvor veröffentlichten Romanen sind wesentliche Figuren der Handlungen Japaner beziehungsweise US-Amerikaner japanischer Abstammung: Hauptfiguren sind eine japanische Teenagerin, die den größten Teil ihrer Kindheit in Kalifornien lebte, eine buddhistische Nonne und eine Schriftstellerin, deren Mutter Japanerin ist.
Ruth Ozeki selbst ist die Tochter eines US-Amerikaners und einer Japanerin und hat Teile ihres Lebens in Japan verbracht. Der erste Entwurf des Romans, der sehr viele autobiografische Bezüge aufweist, war bereits druckreif, als 2011 das Tōhoku-Erdbeben Japan verheerte. Ozeki zog daraufhin den Entwurf zurück und überarbeitete ihn unter dem Eindruck dieser Katastrophe. Er ist einer der frühesten, in der westlichen Welt veröffentlichten Romane, die sich mit dem Erdbeben und seinen Folgen auseinandersetzen.
Geschichte für einen Augenblick wurde im Jahr 2013 sowohl für den Man Booker Prize als auch den National Book Critics Circle Award nominiert. In Großbritannien wurde er mit dem Preis der Unabhängigen Buchhändler ausgezeichnet. Die deutsche Übersetzung von Tobias Schnettler erschien im Frühjahr 2014 im S. Fischer Verlag.

## Handlung
Die japanisch-amerikanische Schriftstellerin Ruth, die gemeinsam mit ihrem Mann Oliver und ihrer Katze Pesto auf einer Insel am Desolation Sound, einem Sund an der Sunshine Coast von British Columbia, lebt, findet bei einem ihrer Strandspaziergänge einen Plastikbeutel, in dem sich eine Hello Kitty-Lunchbox befindet. Diese enthält neben alten Briefen auch das Tagebuch der jungen Japanerin Naoko Yasutani sowie eine Uhr, die – wie sich im Verlauf der weiteren Handlung herausstellt – die Uhr eines Kamikaze-Piloten ist. Das Tagebuch ist in Englisch geschrieben – das Mädchen ist in Sunnyvale, Kalifornien aufgewachsen, wo sie bis zum Platzen der Dotcom-Blase im Jahr 2000 mit ihren Eltern lebte. Als ihr Vater seinen Arbeitsplatz verlor, kehrte sie mit ihren Eltern in ein Japan zurück, das das Nao genannte Mädchen kaum kannte, in dessen Bildungssystem sie keinen Platz findet und dessen Sprache sie nur unzureichend spricht. Ihr Tagebuch ist entsprechend in Englisch verfasst. Auch das Vermögen der Familie ging durch den Jobverlust ihres Vaters verloren, und sie leben zu dritt in einer winzigen Zwei-Zimmer-Wohnung in einem der unansehnlicheren Stadtteile Tokios. Ihre Nachbarinnen sind Bar-Hostessen, deren sexuellen Begegnungen in der Wohnung der Yasutanis unüberhörbar sind. Die Familie lebt vom Gehalt der Mutter, die als Verlagsassistentin arbeitet, während Naos Vater in Japan keine Beschäftigung findet. Er zieht sich zunehmend zurück, faltet aus den hauchdünnen Buchseiten philosophischer Werke Origami-Insekten und versucht mehrmals erfolglos, sich das Leben zu nehmen. Für Nao beginnt die Akzeptanz ihrer neuen Lebensumstände, als sie ihrer 104 Jahre alten Urgroßmutter Jiko begegnet, die als buddhistische Nonne in einem kleinen Tempel an der Nordostküste Japans lebt. Nao schreibt über sie in ihrem Tagebuch:

„Dieses Tagebuch erzählt die wahre Lebensgeschichte meiner Urgroßmutter Jiko Yasutani. Sie war schon Nonne und Schriftstellerin und Neue Frau der Taishō-Zeit. Sie war außerdem Anarchistin und Feministin mit vielen Liebhabern, Männern und Frauen, aber sie war nie pervers oder fies.“

Nao verbringt in diesem Tempel einen Sommer, nachdem sie in einer wichtigen Schulprüfung durchgefallen ist, und lernt in dieser Zeit unter anderem von ihrer Urgroßmutter Zazen, eine  Meditationstechnik des Zen-Buddhismus, die Körper und Geist zur Ruhe bringen und den Boden für mystische Erfahrungen wie Kenshō oder Satori bereiten soll. Tatsächlich begegnet ihr in einer Nacht während eines Tempelfests der Geist ihres Großonkels, der als Kamikaze-Pilot gegen Ende des Zweiten Weltkriegs sein Leben verlor.
Ruth, die sich seit mehr als einem Jahrzehnt erfolglos mit einem Buchprojekt herumschlägt, beginnt das Tagebuch von Nao zu lesen. Ihre Auseinandersetzung ist von der Frage dominiert, auf welchem Weg der Beutel mit dem Tagebuch und den Briefen an einen Küstenabschnitt von British Columbia gelangte: War es ein Teil des Müllteppichs, der vom Tsunami des Tōhoku-Erdbeben 2011 ins Meer gespült worden war? Oder hatte sich Nao, die von ihren japanischen Mitschülern physisch und psychisch gequält worden, sich das Leben genommen und dabei das Tagebuch und die Briefe mit sich getragen? Die in französischer Sprache geschriebenen Briefe stammen wie die Uhr von Naos Großonkel Haruki. Gegen Ende des Zweiten Weltkriegs trat er, der bis dahin Französisch und Philosophie studiert hatte, der Spezialtruppe der Kaiserlichen Marineluftwaffe bei, die während der beiden letzten Kriegsjahre Selbstmordangriffe gegen Schiffe der United States-, Royal- und Australian Navy flog. Die Briefe sind an seine Mutter gerichtet, in denen er ihr den erbarmungslosen Drill in dieser Truppe schildert. Französisch wählt er, damit der Inhalt einem zufälligen Entdecker der Briefe verborgen bleibt. Die Pension, die seine verwitwete Mutter nach seinem Heldentod erhalten wird, soll ihr und seinen Schwestern das Leben retten. In einem seiner letzten Briefe gesteht er ihr, dass er den Selbstmordangriff nicht fliegen wird, sondern sein Flugzeug in die Wellen lenken wird. Seine Mutter wird nach seinem Tod buddhistische Nonne.

## Auszeichnungen und Nominierungen
- 2013 Man Booker Prize (Nominierung)[3]
- 2013 National Book Critics Circle Award (Nominierung)[4][5]
- 2013 The Kitschies als bester Roman[6]
- 2013 Los Angeles Times Book Prize Best Fiction

## Rezensionen
- Felicia R. Lee: What the Tide brought in. Besprechung in der New York Times, 12. März 2013.
- Lesley Downer: Lost and Found. Besprechung in der New York Times, 10. Mai 2013.
- David L. Ulin: Ruth Ozeki's 'A Tale for the Time Being' is a diary, a puzzle, a novel. Besprechung in der Los Angeles Times, 21. März 2013.
- Sacha Verna: Begegnung mit Ruth Ozeki: Ist Meditieren gut fürs Schreiben. Besprechung in der Stuttgarter Zeitung, 6. April 2014.
- Renée Zucker: Rundfunk Berlin Brandenburg, Buchbesprechung. 16. März 2014.

## Ausgaben
- A Tale for the Time Being. Roman. Canongate Books, 2013.
- Geschichte für einen Augenblick. übersetzt von Tobias Schnettler. S. Fischer, 2014, ISBN 978-3-10-055220-4.

## Einzelbelege
1. ↑  Mitteilung des Fischerverlags, aufgerufen am 6. April 2014.
2. ↑  Ozeki: A Tale for the Time Being. S. 5.
 in den Fußnoten erläutert die Autorin, dass „Neue Frau“ sich auf japanische Frauen am Anfang des 20. Jahrhunderts bezieht, die traditionelle Geschlechterrollen ablehnen.
 Im englischen Original lautet das Zitat: This diary will tell the real life story of my great-grandmother Yasutani Jiko. She was a nun and a Novellist and New Woman of the Taisho era. She was also an Anarchist and a Feminist who had plenty of lovers, both Males and females, but she was never kinky or nasty.
3. ↑  Man Booker Prize 2013. Abgerufen am 7. April 2014.
4. ↑  Kirsten Reach: NBCC finalists announced. In: Melville House Publishing. 14. Januar 2014, archiviert vom Original (nicht mehr online verfügbar) am 8. Januar 2017; abgerufen am 7. April 2014.  Info: Der Archivlink wurde automatisch eingesetzt und noch nicht geprüft. Bitte prüfe Original- und Archivlink gemäß Anleitung und entferne dann diesen Hinweis.
5. ↑  Admin: Announcing the National Book Critics Awards Finalists for Publishing Year 2013. National Book Critics Circle, 14. Januar 2014, abgerufen am 7. April 2014.
6. ↑  Alison Flood: Ruth Ozeki beats Thomas Pynchon to top Kitschie award. In: The Guardian. 7. April 2014, abgerufen am 14. Februar 2014.